# 오토 자쿠르
오토 자쿠르 (Otto Sackur, 1880년 9월 28일 독일 브레슬라우 – 1914년 12월 17일 독일 베를린 )는 독일의 물리화학자이다.
그는 휘호 테트로더와 독립적으로 자쿠르-테트로데 방정식을 만든 것으로 유명하다. 이 방정식에서는 그의 이름과 테트로데의 이름을 결합하여 자쿠르-테트로데 상수에 이름을 붙이고 있다.
자쿠르는 브로츠와프 대학교에서 공부하여 1901년에 박사학위를 받았다. 그리고 런던에서 일하다가 베를린의 프리츠 하베르 연구소에 입사하였다. 그는 2개의 화학물질을 혼합하다가 폭발로 인하여 사망하였다.